# 藤巻紗月
藤巻 紗月（ふじまき さつき、1997年4月8日 - ）は、日本の元フィンスイミング選手。神奈川県出身。

## 来歴
兄弟の影響で3歳から競泳を始める。ドルフィンキックを使うバタフライが得意だったので、得意な事を生かしたいと思い小学6年にフィンスイミングに転向。
2014年第26回フィンスイミング日本選手権女子50mサーフィス2位、女子50mアプニア2位、女子4×200mサーフィスリレー3位。
2020年7月20日、フィンスイミング競技からの引退を発表した。

## 人物
- 血液型はB型。
- 姉と兄がいる。
- エクスペアリに行くとついつい逆立ちしてしまう。